# Fahrradsattel

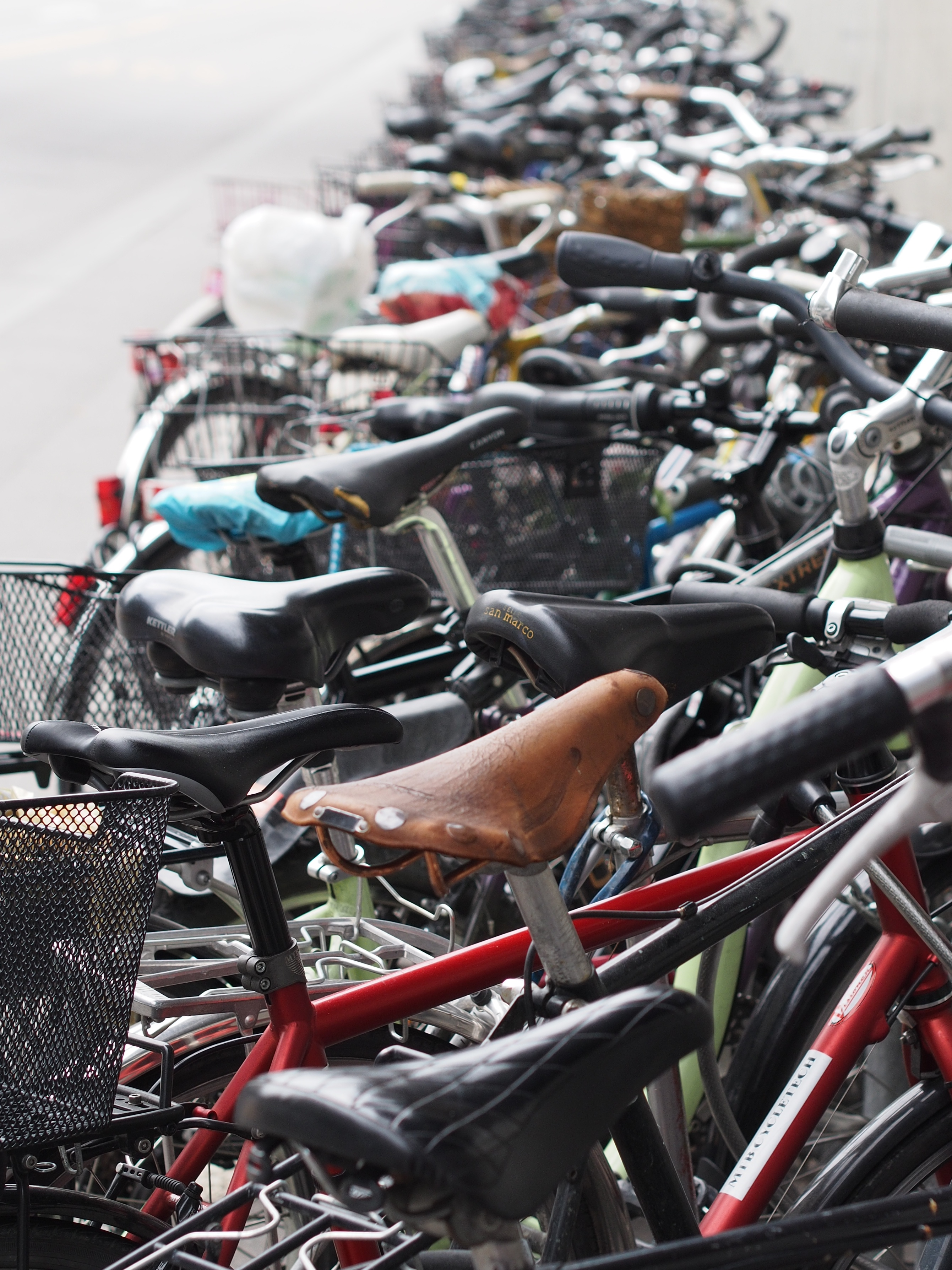
Verschiedene Fahrradsättel

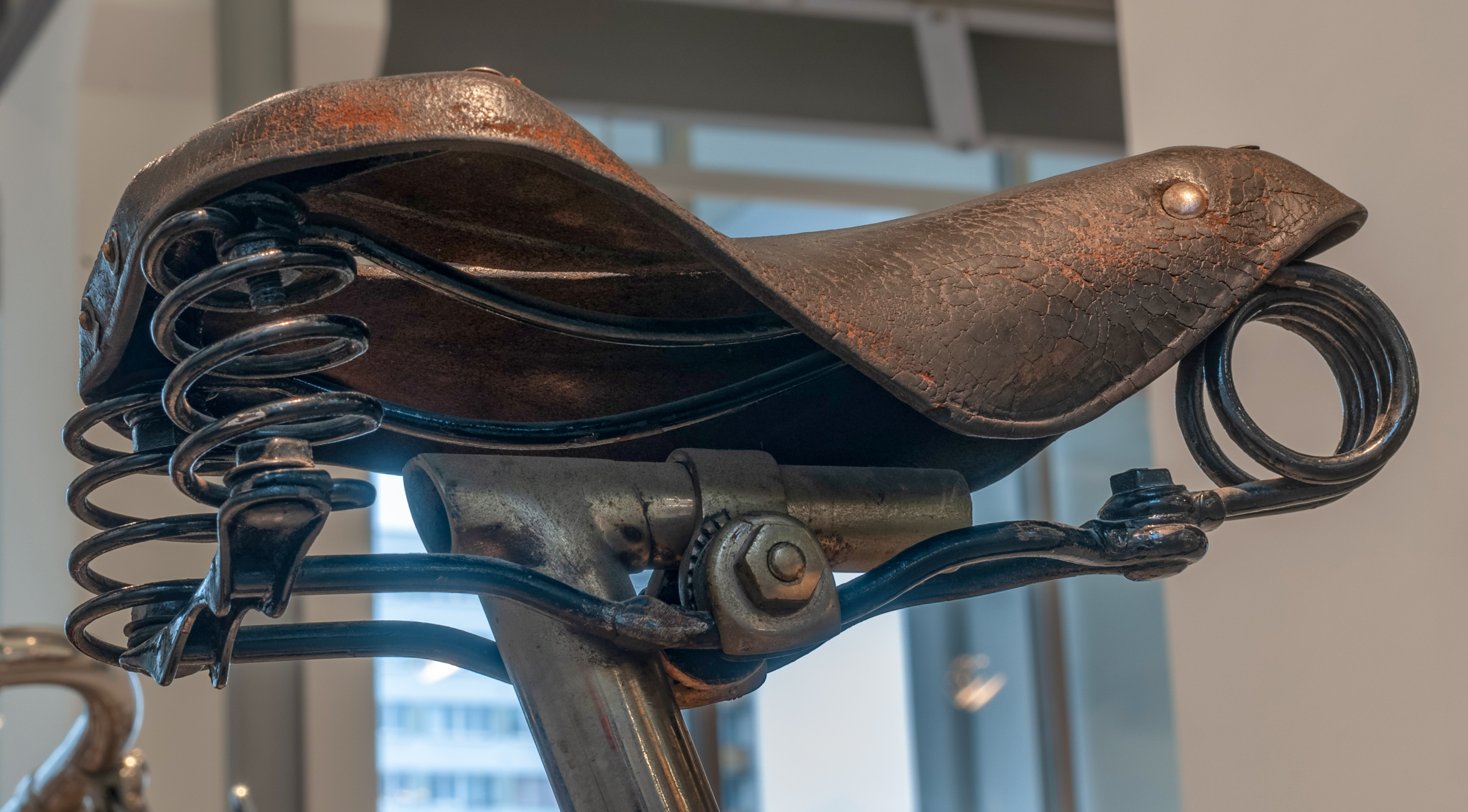
Hinten und vorne gefederter Kernledersattel von Laurin & Klement (1890), ausgestellt im Škoda Muzeum

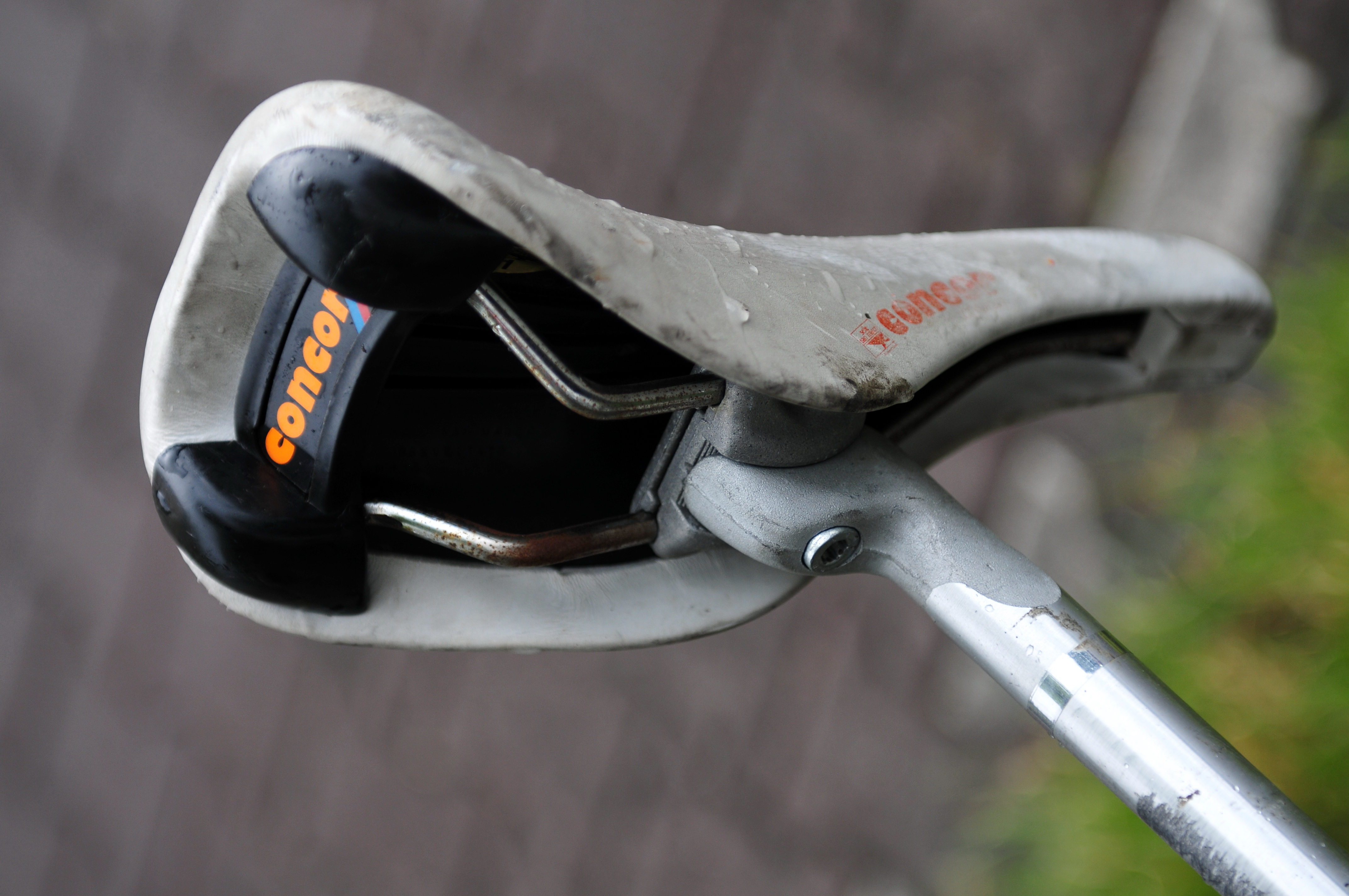
Selle Concor war der erste Kunststoffsattel mit Lederüberzug und begründete ca. 1986 eine neue Klasse der Fahrradsättel.

Ein Fahrradsattel stützt den Radfahrer beim Fahrradfahren im Sitzen auf dem Fahrrad ab. Oft stellt er auch Form- und/oder Reibschluss zum Fahrer her. Die Form des Sattels hängt vom Verwendungszweck des Fahrrades sowie der Sitzhaltung und dem Körperbau des Fahrers ab.

## Aufbau
Ein Fahrradsattel besteht aus einer hinteren Sitzfläche und der sogenannten Sattelnase, die ein versehentliches Abrutschen vom Sattel verhindert und auch das freihändige Fahren erleichtert.
Frühe Fahrradsättel aus Holz oder aus Metall wurden bald durch Ledersättel ersetzt. Seit den 1960er Jahren wird zunehmend Kunststoff verwendet. Heute sind Sättel mit Polsterung aus PU-Schaum und Kunstlederbezug (PVC) die gebräuchlichste Bauform.
Das Gewicht des Sattels ist stark von den verwendeten Materialien abhängig. Es schwankt zwischen ca. 185 und 1200 Gramm. Ältere Ledersättel waren noch schwerer.
Rennräder werden auch mit gewichtsoptimierten Sätteln mit Traggestellen aus Titan oder Carbonfaser-Verbundmaterial ausgestattet.

## Ausführungen und Einsatzbereiche
Die meisten Hersteller bieten Sättel mit abgestufter Breite an. Ein Sattel sollte sowohl auf den Abstand der Sitzbeinhöcker des Fahrers wie auf den Einsatzbereich des Fahrrads abgestimmt sein.
Manche Hersteller von Fahrradsätteln geben Obergrenzen von 100 bis 130 kg für das Körpergewicht des Radfahrers an.

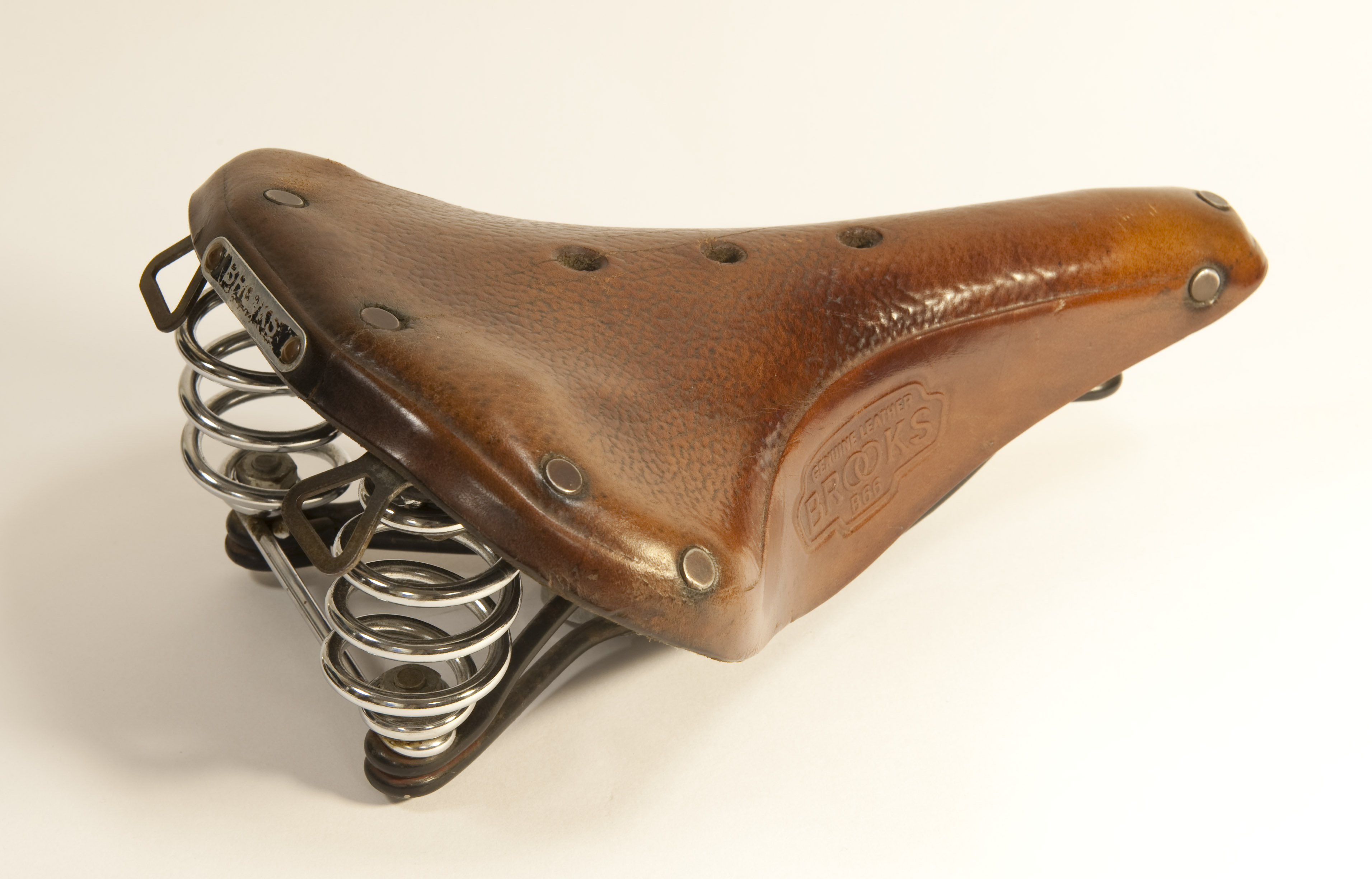
Ein Tourensattel aus Leder
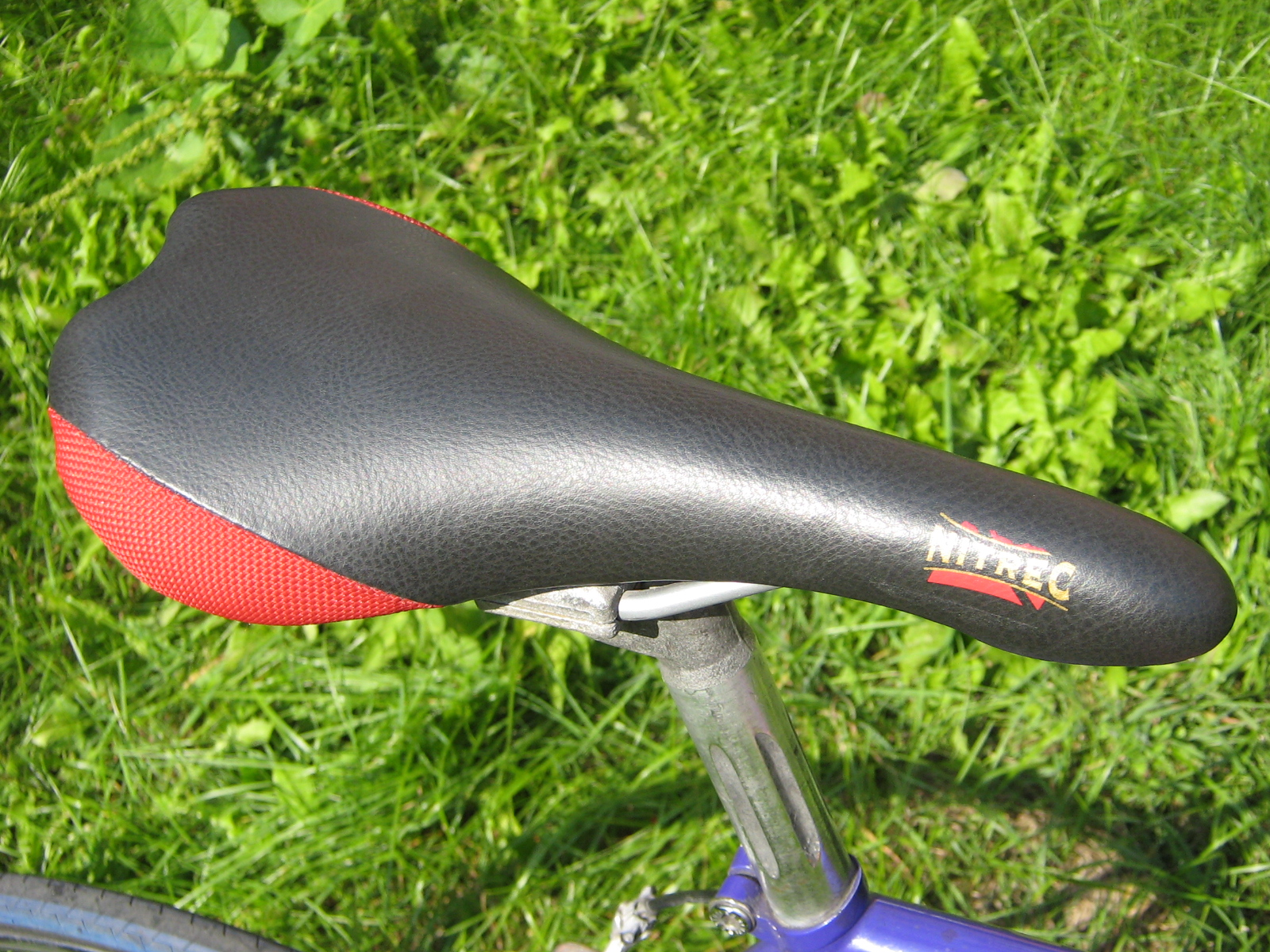
Schlanker Rennradsattel

### Ergonomie

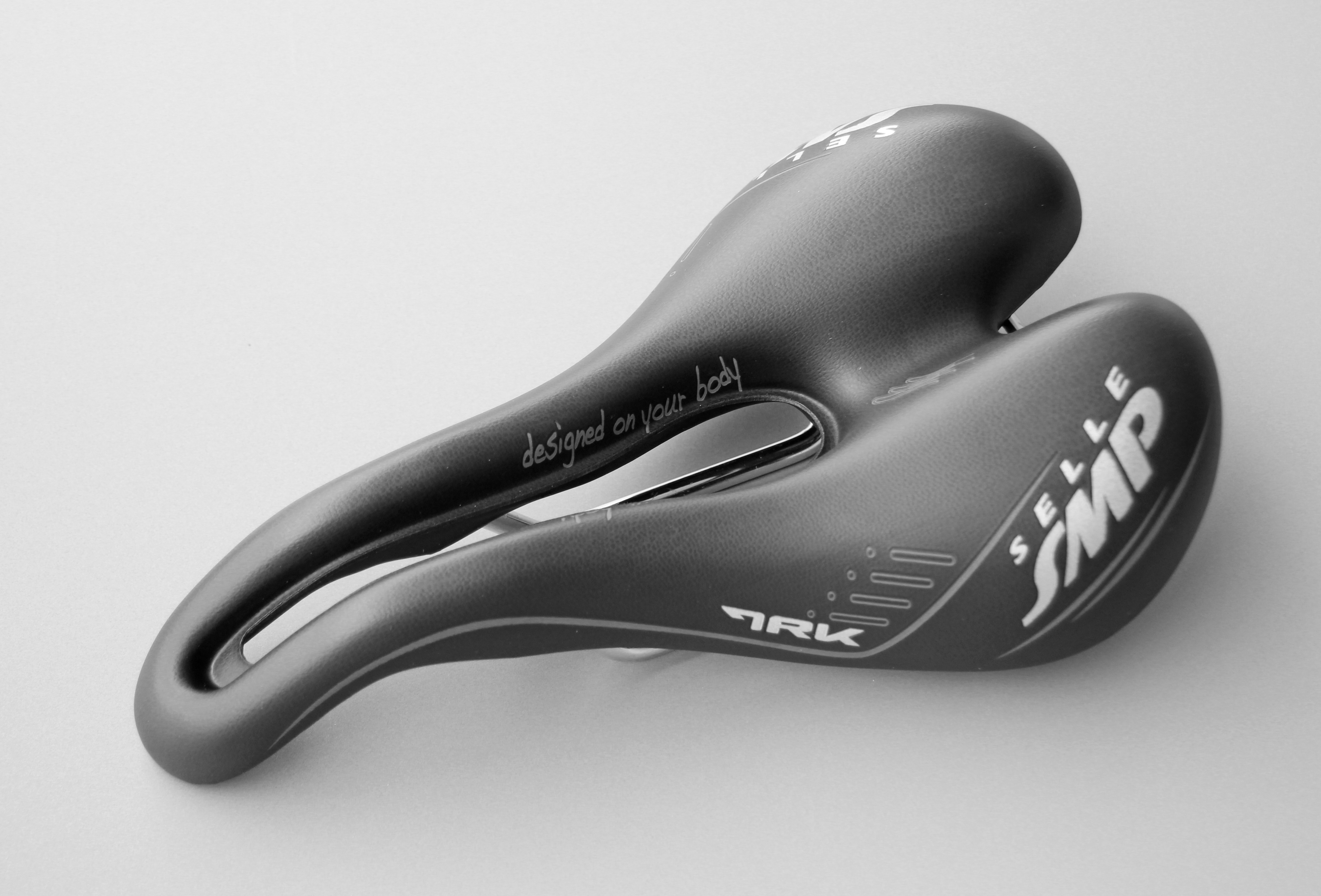
Sattel mit Mittelfurche und Schlitz zur Entlastung des Perineums

Eine ungeeignete Einstellung des Fahrrades ist häufiger Ursache von Problemen und Schmerzen als die Sattelform.
Auch der innere Aufbau des Sattels kann unter Umständen entscheidender für die Bequemlichkeit sein, als die Form.
Trainierte Fahrer mit nach vorn geneigter Körperhaltung bevorzugen meist schmale und ungefederte Sättel.
Beim Radfahren in aufrechterer Haltung ist es oft sinnvoll, einen etwas breiteren Sattel zu wählen.
Mit der Neigung des Oberkörpers ändert sich auch die Neigung des Beckens. Je weiter vor sich der Fahrer beugt, desto schmaler wird der Abstand des Bereichs der Sitzknochen, der mit dem Sattel Kontakt hat. Je gebeugter die Haltung während des Fahrradfahrens ist, desto schmaler kann der Sattel also sein, ohne dass dies zu Schmerzen führt.
Die Durchblutung des Genitalbereichs kann bereits bei einer halbstündigen Fahrt deutlich abnehmen, befindet sich aber 15 Minuten nach dem Ende der Fahrt wieder auf normalem Niveau. Beeinträchtigungen durch langes Sitzen auf einem Fahrradsattel gibt es in der Regel nicht. Um den Genitalbereich zu schützen können gepolsterte Fahrradhosen oder -unterhosen getragen werden. Unter Umständen hilft auch ein Sattel mit Gel-Einlage.
Um den Dammbereich zu entlasten, werden Sättel mit mittiger Vertiefung oder Aussparung (Lochsattel) angeboten.
Untersuchungen haben gezeigt, dass es bei diesen Varianten von der augenblicklichen Sitzposition des Fahrers abhängt, ob der gewünschte Effekt der Druckentlastung erreicht wird. Bei ungünstiger Position kann sich der Druck gegenüber einem herkömmlichen Sattel sogar erhöhen. Auch werden Sättel ohne Sattelnase angeboten, die bei sportlichem Fahren jedoch die Kontrolle über das Fahrrad erschweren.
Da Frauen in der Regel ein breiteres Becken besitzen als Männer, werden Damensättel oft breiter ausgeführt als Herrensättel. Teilweise wurde die Sattelnase von Frauensätteln kürzer ausgeführt, ohne dass es hierfür einen zwingenden anatomischen Grund gäbe. Neuere Erkenntnisse zeigen, dass die geschlechtsspezifische Unterscheidung nicht immer sinnvoll ist, da sich der Körperbau zwischen verschiedenen Personen stärker unterscheiden kann als der zwischen den Geschlechtern.

### Kurzstrecke, Stadtfahrten
Kurzstrecken im Alltag werden oft mit City- oder Hollandrädern absolviert. Eine windschnittige, sportliche Neigung des Oberkörpers ist auf Kurzstrecken nicht notwendig. Eine aufrechte Sitzhaltung sorgt für einen guten Überblick im Straßenverkehr. Hierbei liegen die Sitzknochen des Gesäßes auf dem Sattel auf, der eher breit sein sollte, um eine große Kontaktfläche mit dem Bereich um die Sitzknochen zu erzielen. Laut ADFC ist ein weicher Sattel bei längeren Fahrten nicht unbedingt bequemer. Durch eine straffe Satteldecke kann der Sitzbereich wechselweise entlastet werden, da die Hüfte beim Treten leicht zur Seite kippt.

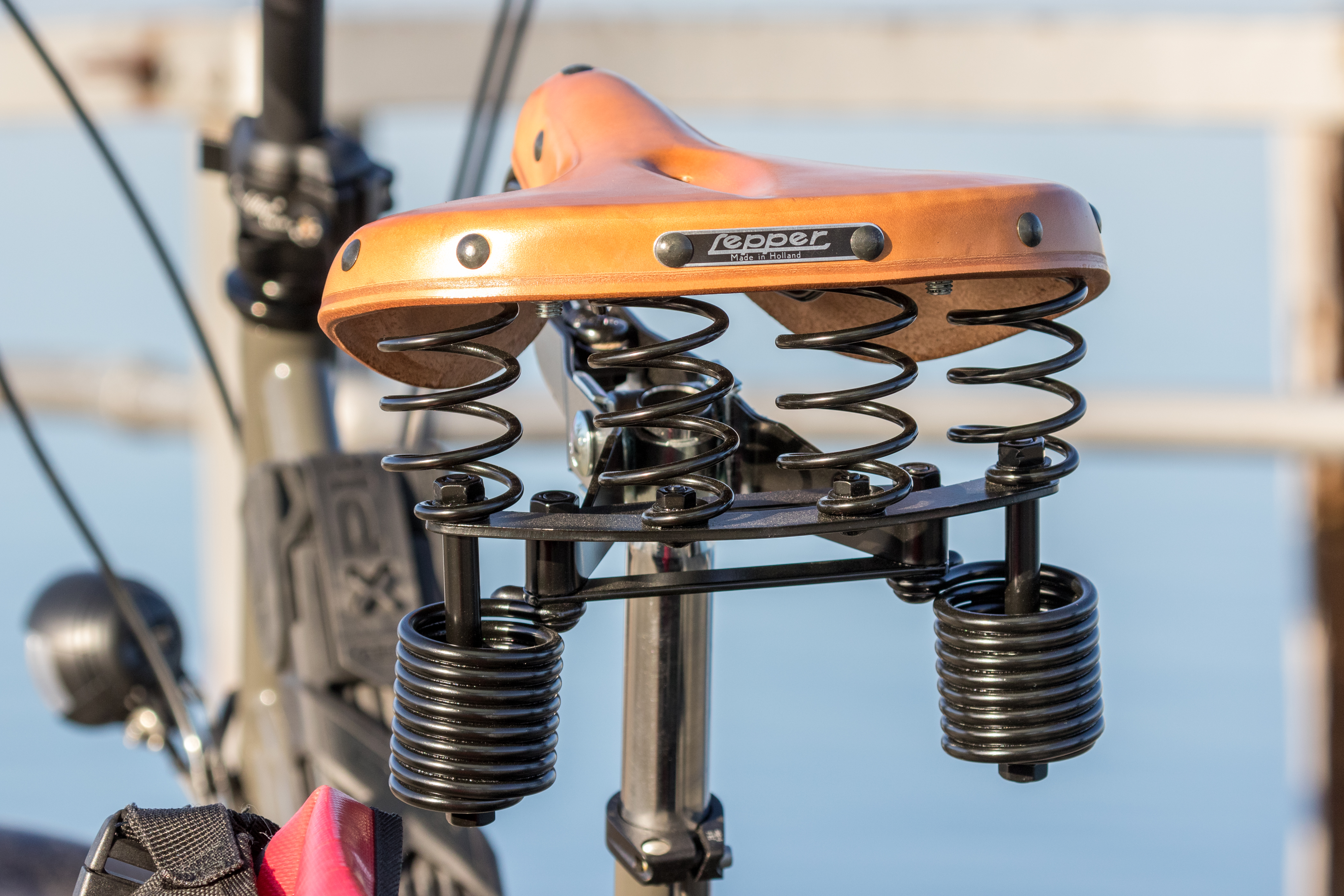
Lepper „Primus“

Bei aufrechter Körperhaltung werden Wirbelsäule und Bandscheiben bei Bodenunebenheiten stärker belastet, da die Stöße senkrecht von unten wirken und nicht wie beim gebeugten Rücken von der Spannung der Rückenmuskulatur abgefedert werden. Bei aufrechter Haltung sollte ein gefederter Sattel oder eine gefederte Sattelstütze verwendet werden. Da die Schambeinkufen nur wenig Kontakt mit der Satteloberfläche haben, werden Blutbahnen und Nerven nur wenig eingeengt.

### Sport- und Rennradfahren
Beim sportlichen Radfahren ist eine weiter nach vorne geneigte Haltung aerodynamisch und ergonomisch von Vorteil. Dabei wird ein Teil des Körpergewichtes von den Armen aufgenommen und das Becken gekippt. Der Kontaktpunkt wird damit ganz oder teilweise von den Sitzbeinhöckern auf die Schambeinkufen verlagert.
Sättel für Sporträder sind schmaler als Sättel für Alltagsräder und nur wenig gepolstert.
Sportliche Fahrer wechseln beim Fahren oft regelmäßig zwischen sitzender und stehender Position ab, wodurch Rücken und Nacken entspannt und Schmerzen durch Druckstellen beim Sitzen vermieden werden. Das Gesäß wird entlastet und die Durchblutung wieder hergestellt.

### Geländefahrt, Downhill
Schnelle Bergabfahrten mit dem Mountainbikes (MTB) in unebenem Gelände werden häufig stehend ausgeführt, um Bodenunebenheiten mit den Beinen ausgleichen zu können. Eine nicht zu kurz ausgeführte Sattelnase hilft insbesondere bei Sprüngen dabei, das Fahrrad zwischen den Beinen zu führen, und kann den Fahrer abfangen, wenn er von der Pedale abrutscht.

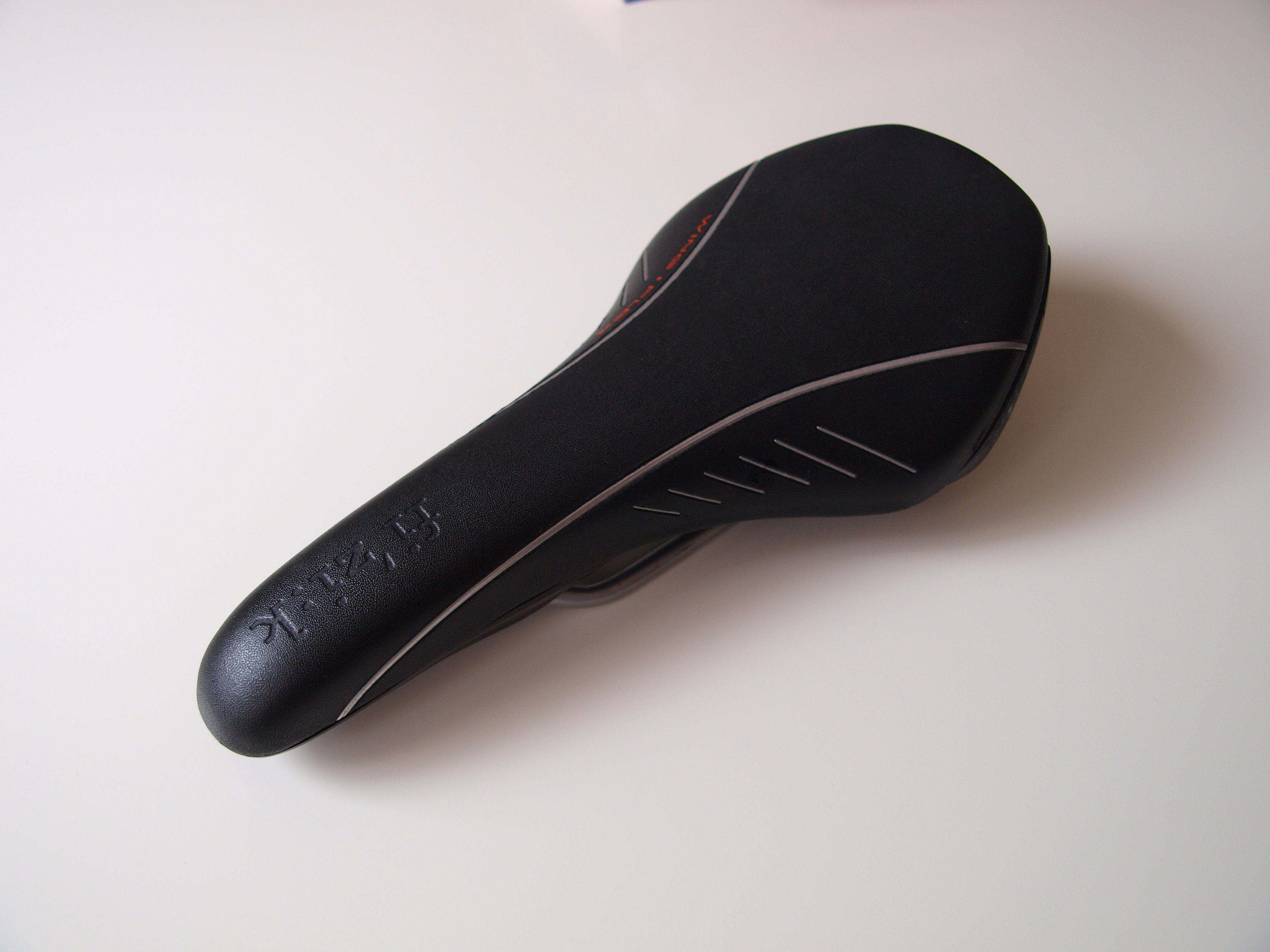
Sehr schmaler Sattel für Sporträder

### Ledersattel
Vielfahrer, die häufiger mehrere Stunden hintereinander auf dem Fahrrad verbringen, verwenden oft Ledersättel, da sich diese im Verlauf einiger 1000 gefahrener Kilometer der Anatomie des Nutzers anpassen. Das Einfahren eines Ledersattels nimmt Zeit in Anspruch und sollte geschehen, bevor eine längere Tour auf dem Sattel geplant ist, da ein noch nicht auf den Körperbau angepasster Ledersattel Schmerzen verursachen kann. Ledersättel sind feuchtigkeitsempfindlich und müssen durch eine Abdeckung vor Regen geschützt werden. Ledersättel sollten bereits vor dem ersten Einsatz auf Ober- und Unterseite eingefettet werden. Das Einölen sowie die Verwendung von allzu tief einziehendem Fett macht das Leder zu weich und kann zur Verformung des Sattels und zur Streckung des Leders führen. Gelegentlich wird Wollfett (Lanolin) verwendet, um das Leder des Sattels punktuell zu erweichen. Ein Ledersattel sollte gar nicht oder nur in geringem nachgespannt werden, da das Spannen des Sattels schnell zur Verformung und zum Überdehnen des Leders führt. Auch neigt die Spannschraube bei manchen Ausführungen (z. B. Brooks Sättel) dazu abzubrechen, wenn sie bereits weit herausgeschraubt wurde.

### Einrad, Kunsträder

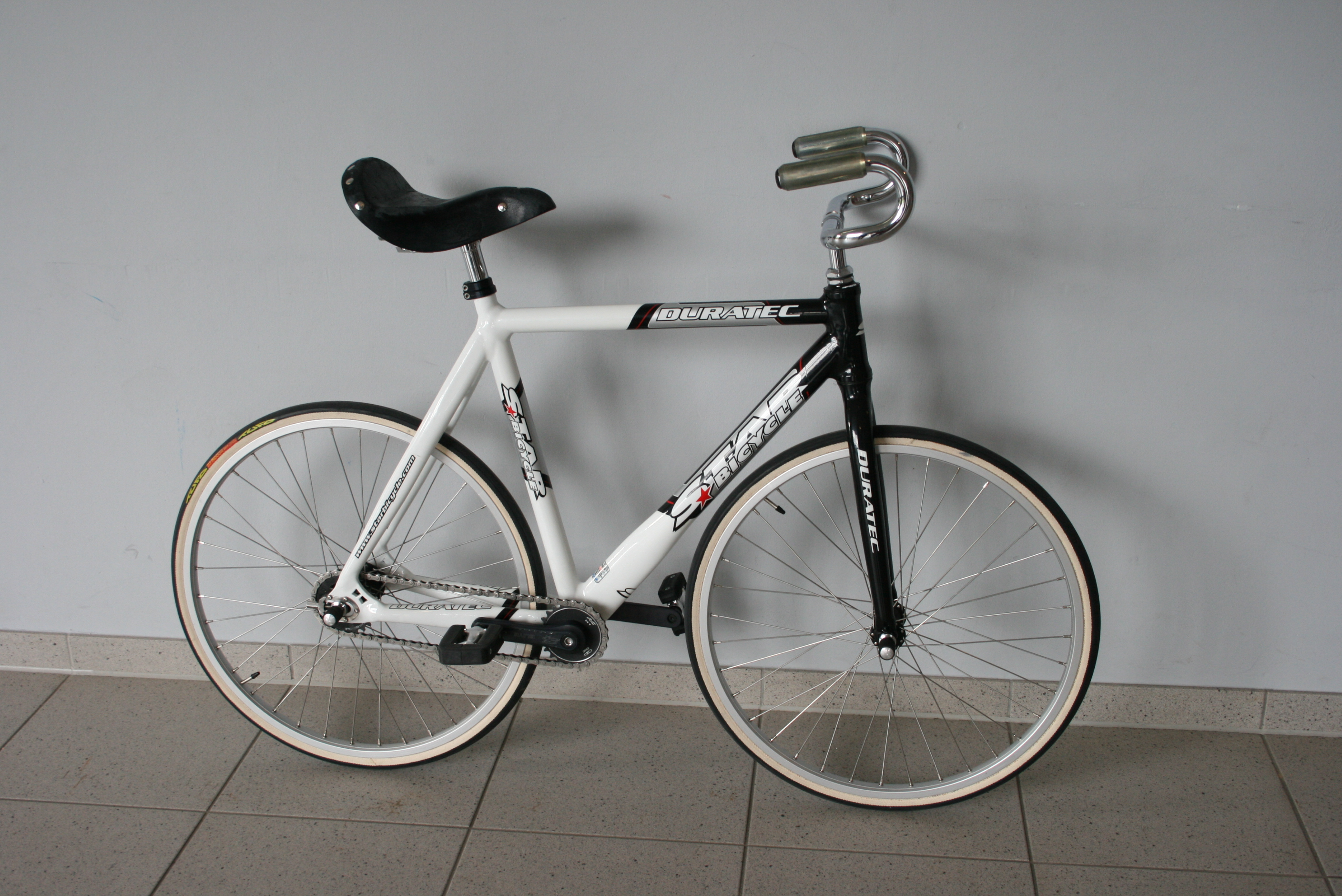
Kunstrad mit hinten erhöhtem Sattel
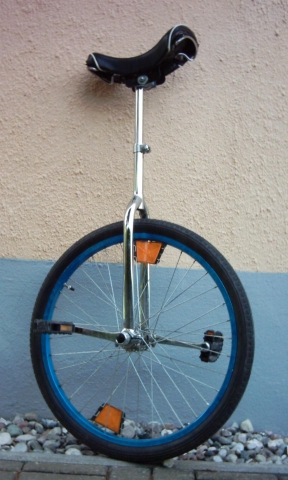
Einrad
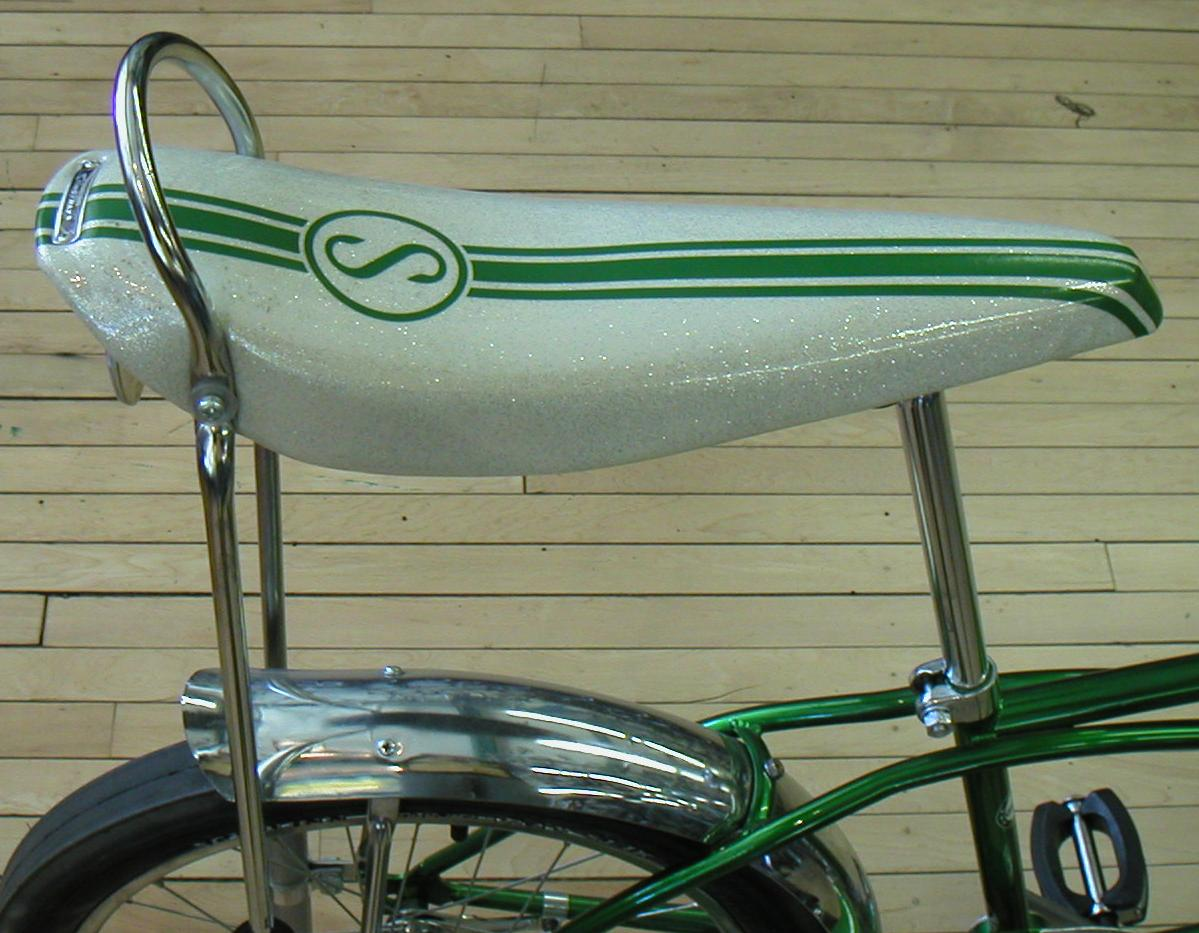
Bananensattel eines Bonanzarades, 1970er-Jahre
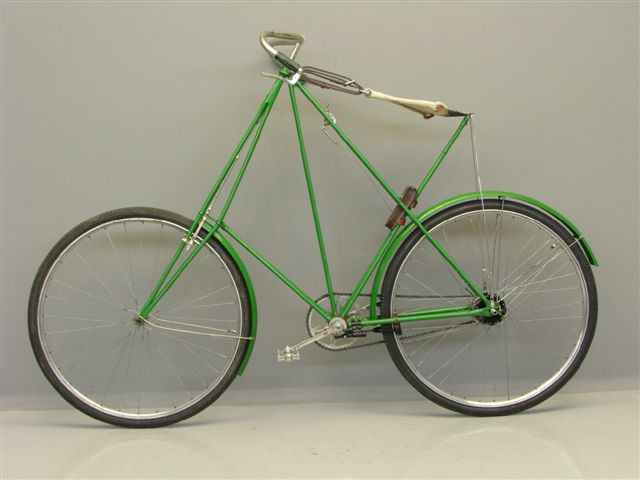
An gespannten Riemen aufgehängter Sattel bei einem Pedersen-Fahrrad

Ein Einrad wird ausschließlich über Sattel und Pedale gesteuert und in Balance gehalten. Die verwendeten Sättel sind in der Regel auf beiden Seiten verlängert und nach oben gezogen. Die Sitzposition ist auf dem Einrad aufrecht.
Für einen Einsatz beim Einrad ist der Bananensattel mit seiner besonderen Form seit den 1970er-Jahren bis heute verbreitet, da er durch die überdurchschnittliche Länge und Biegung eine gute Gleichgewichtskontrolle fördert.
Beim Dirtbiking springt der Fahrer über Objekte, rotiert das Fahrrad in der Luft oder touchiert Objekte. Für diese Fahrradakrobatik dient der Sattel eher als Steuerungselement als als Sitzgelegenheit. Daher sind die Sättel bei für das Dirtbiking vorgesehenen Fahrrädern oft mit extrem steil nach oben gestellter Sattelnase montiert. Damit kann der Radfahrer bei Sprüngen die Sattelnase als Griff benutzen.

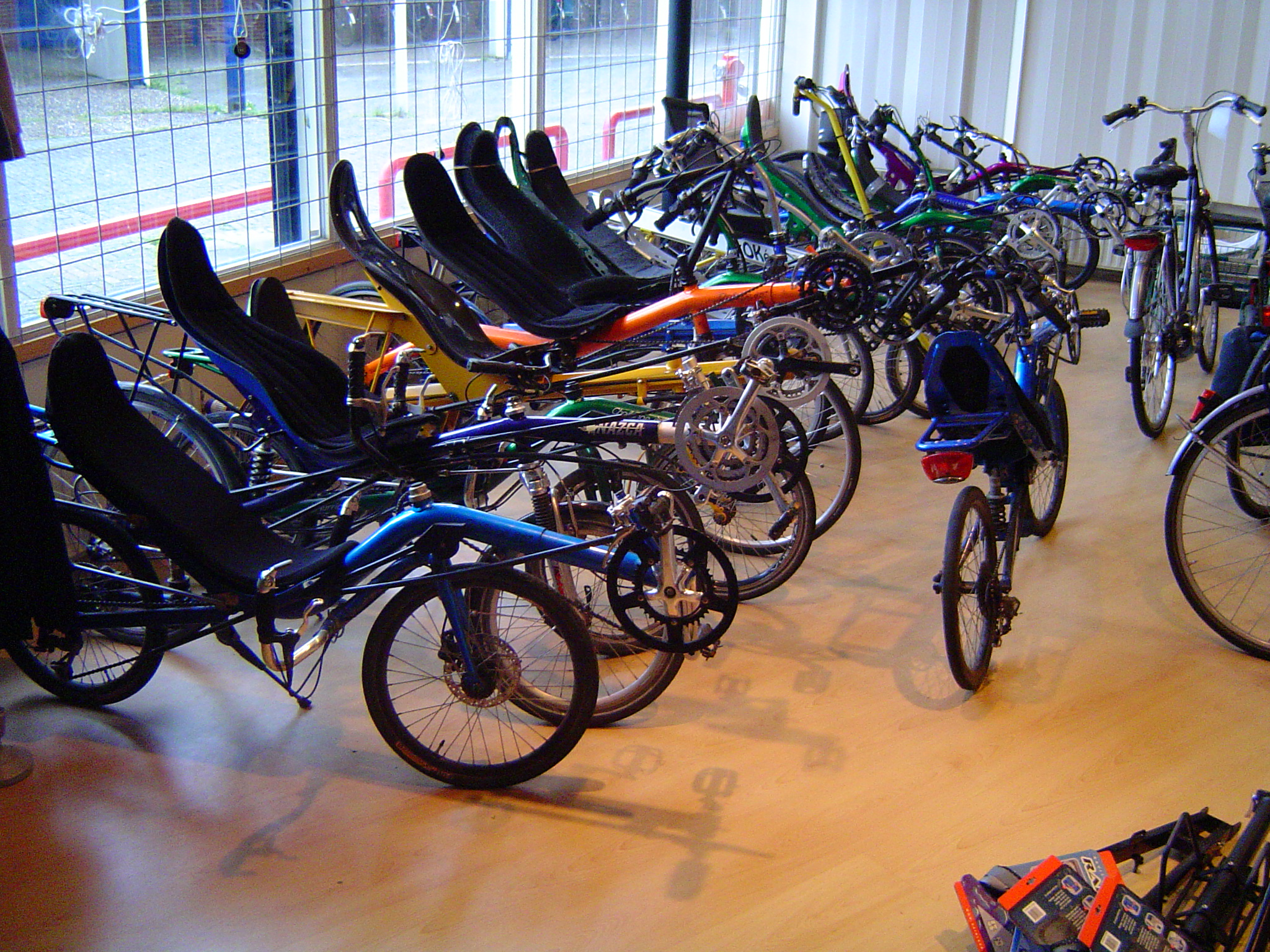
Schalensitze bei Liegerädern

### Liegerad
Aufgrund der nach hinten geneigten Sitzposition auf einem Liegerad ist eine Rückenstütze notwendig. Der Fahrer sitzt in der Regel entweder auf einem mit einem Bezug bespannten Rohrrahmen, ähnlich einem Liegestuhl, oder einem Schalensitz aus Kunststoff, die jeweils sowohl Gesäß wie auch den Rücken abstützen. Rohrrahmen können entweder als Netzsitz mit einem luftdurchlässigen textilen Gewebe oder mit einem geschlossenen Bezug bespannt sein, gegebenenfalls mit eingearbeiteter Polsterung.

## Sattelausrichtung und Sattelhöhe

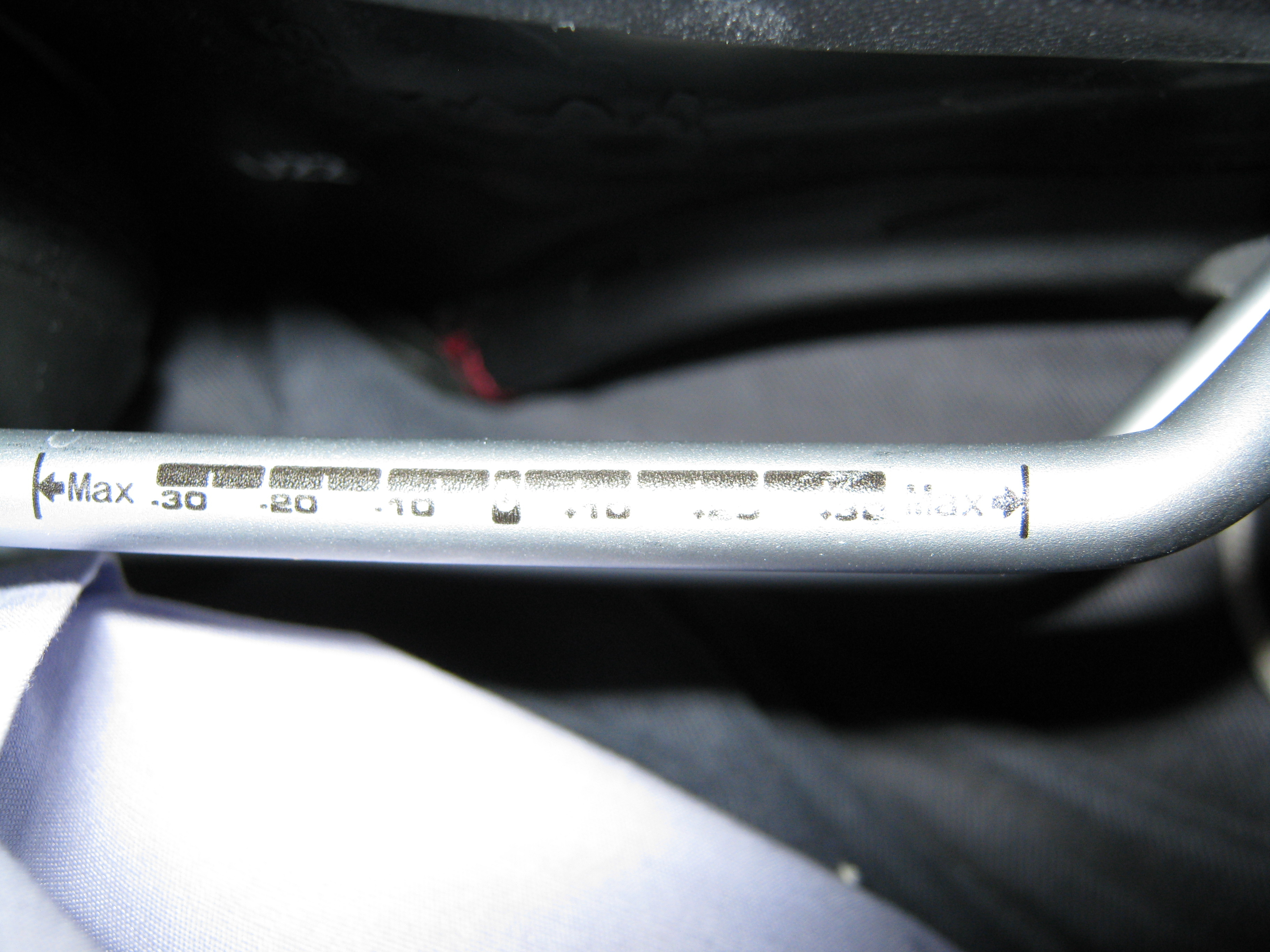
Sattelschiene mit Skala zur Einstellung des Abstands zum Lenker

Generell sollte der Sattel ungefähr waagerecht ausgerichtet werden. Dadurch wird eine gute Druckverteilung erzielt. Bei einer Kippstellung des Sattels nach hinten werden Arme und Sitzknochen entlastet und man kann besser freihändig fahren. Allerdings steigt der Druck im Dammbereich und die Gefahr männlicher Durchblutungsstörungen. Wird der Sattel nach vorne – also mit der Sattelnase nach unten – gekippt, steigt die Tendenz, von der Sitzfläche des Sattels nach vorne auf die Sattelnase zu rutschen und der Anteil des Körpergewichts, den Hände und Lenker aufnehmen müssen.
Wenn der Sattel entweder vorne oder hinten schmerzt, kann eine leichte Neigung des Sattels in die entsprechende Richtung Abhilfe schaffen. Traditionelle Klemmkloben und viele Patentsattelstützen lassen eine genaue Einstellung des Neigewinkels jedoch nicht zu. Idealerweise lässt sich die Sattelneigung über Justierschrauben einstellen und an einer Skala ablesen.

Sofern die Sattelklemmung lediglich mit einer einzelnen Schraube ausgeführt wird, besteht die Gefahr, dass sich der Sattel im Laufe der Zeit ungewollt nach hinten oder vorne neigt. Um dies zu verhindern, ist es ratsam, das Gewinde der Schraube vor dem Einbau zu fetten. So kann eine größere Anzugskraft erzielt werden, ohne eine übermäßige Kraft auszuüben oder den Schraubenkopf zu beschädigen.
Zum Verändern der Sattelhöhe wird die Klemmung der Sattelstütze (Sattelkerze) gelöst. Ergonomisch optimal ist der Sattel in seiner Höhe meist dann, wenn der Fahrer bei der tiefsten Pedalstellung sein Knie nur leicht anwinkelt. Dazu wird die Sattelhöhe so eingestellt, dass das Bein mit geradem Becken und auf dem Pedal ruhender Ferse (fast) durchgestreckt werden kann.

Nach der Methode von Wilfried Hügi multipliziert man die Schrittlänge mit 0,885 (bis max. 0,895), um den Abstand zwischen Oberkante der Sitzfläche und Mitte des Tretlagers zu ermitteln. Wenige Fahrer verwenden eine noch höhere Sitzposition.

Ungeübte Radfahrer bevorzugen oft einen zu niedrig eingestellten Sattel, um sich beim Anhalten mit dem Bein abstützen zu können, ohne vom Sattel abzusteigen.
Das Fahren mit einem zu tief eingestellten Sattel verhindert eine optimale Kraftentfaltung und ermüdet die Beine schnell. Mit zunehmender Sicherheit und Übung sollte der Sattel dazu schrittweise bis zur optimalen Position erhöht werden.

Die meisten Sättel haben auf der Unterseite zwei parallele, waagerecht verlaufende Schienen, die in der Sattelklemme eingespannt werden. Diese beiden Schienen haben einen Durchmesser von 7 mm und befinden sich in einem Mittelabstand von 43 mm. Durch das Verschieben des Sattels in Längsrichtung entlang dieser Schienen kann der sogenannte Sattelversatz bzw. die Sattelstellung eingestellt und der Abstand des Sattels zum Lenker variiert werden.
Zum Einstellen des Sattelversatzes sollte sich bei waagerecht stehender Kurbel der Fußballen über der Pedalachse befinden und ein Pendel an die Vorderkante des Knies gehalten werden. Das Lot von der Kniescheibe sollte dann ungefähr die Pedalachse treffen. Lässt sich das nicht erreichen, muss eventuell ein Fahrrad mit längerem Oberrohr gewählt werden.
Wenn der Sattel im Sattelkloben nach hinten geschoben wird, verbessert sich bei ansonsten ungefederten Sätteln die Federwirkung. Allerdings kann es bei schweren Fahrern durch die größere Hebelwirkung auf Dauer zum Bruch des Gestells kommen. Alternativ kann eine speziell geformte Sattelstütze montiert werden, deren Klemmstelle sich weiter hinten befindet.

## Bekannte Hersteller
- BBB aus Australien
- Brooks ist bekannt für Ledersättel. Der ehemals eigenständige englische Hersteller wurde 2003 von der italienischen Fa. Selle Royal (s. u.) aufgekauft.
- Kore Bicycle Components, USA
- Lepper mit Sitz in den Niederlanden stellte ausschließlich Ledersättel her.
- Prologo, Italien
- RTI mit Sitz in Deutschland, der Handelsname ist Terry.
- Selle San Marco, gegründet 1935, großer italienischer Hersteller mit Schwerpunkt auf sportlichen Modellen.
- Season Bikes, Großbritannien
- Selle Anatomica, kleiner US-amerikanischer Hersteller von Ledersätteln mit mittiger Aussparung.[1]
- Selle Royal mit Sitz in Italien ist weltweiter Marktführer, gegründet 1956. Viele Fertigräder sind ab Werk mit einem Sattel dieses Herstellers ausgestattet. Schwerpunkt sind Sättel mit Geleinlage, er bietet auch Kindersättel an.
- Selle Italia, großer italienischer Hersteller mit Schwerpunkt auf sportlichen Modellen, produziert auch Sättel für andere Fahrrad- und Komponentenmarken wie Specialized und Ritchey.
- SQLab, Deutschland hat als erster Hersteller den sogenannten Stufensattel produziert; Hersteller von Nischenprodukten.
- Velo Enterprises mit Sitz in Taiwan, der Handelsname ist Velo mit diversen Zusätzen. Viele Fertigräder werden ab Werk mit Sätteln dieses Herstellers ausgestattet, bietet auch Kindersättel und aufblasbare Sättel an.
- WTB (Wilderness Trail Bikes), USA
- Wittkop mit Sitz in Deutschland stellt auch Kindersättel her.
- XLC, Deutschland; Zubehörmarke der Winora-Staiger-Gruppe, bietet ebenfalls Kindersättel an.

## Sattelzubehör

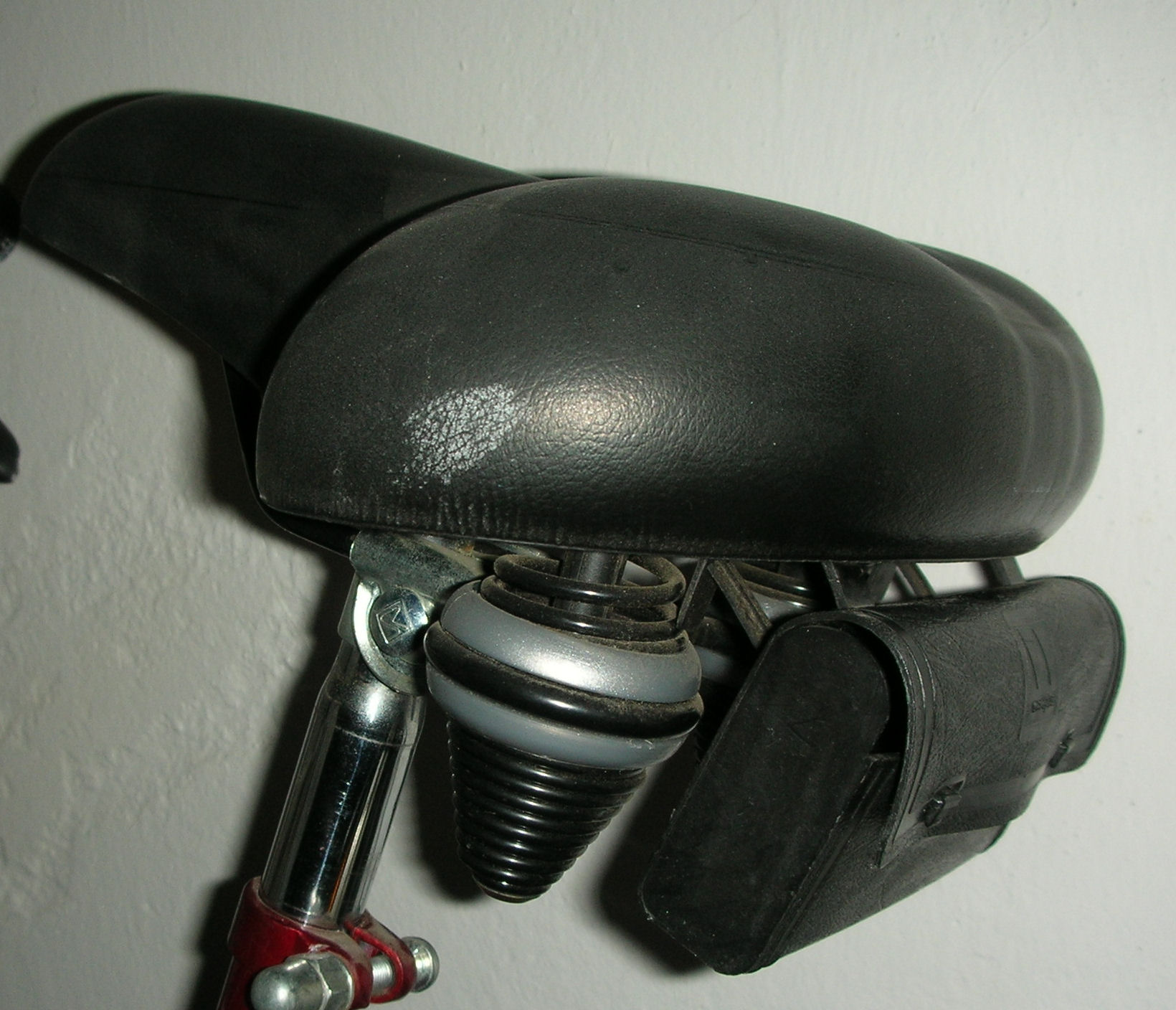
Fahrradsattel mit Satteltasche

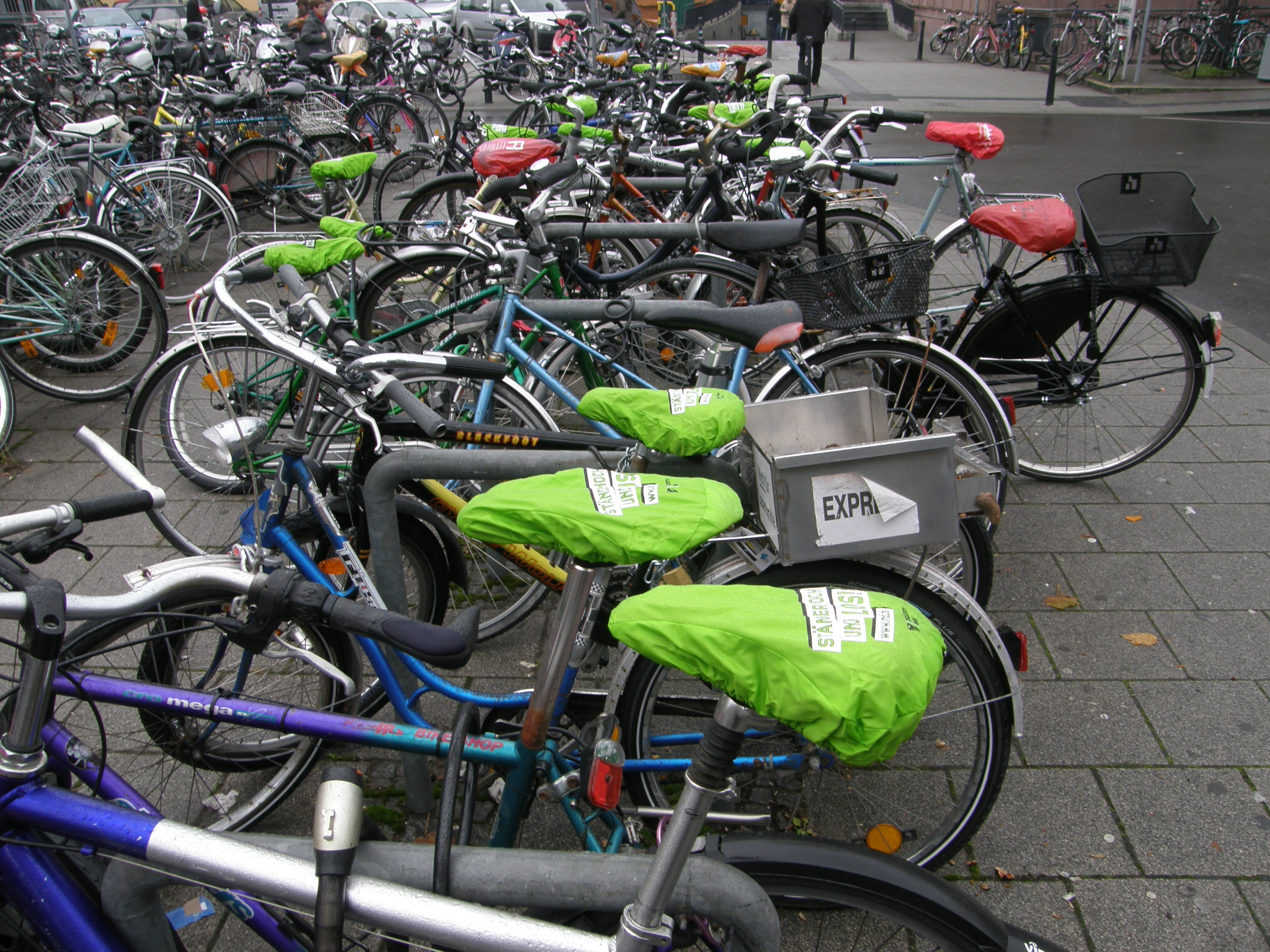
Mit Werbung bedruckte Sattelbezüge

Regenschutzüberzüge für Fahrradsättel sind in vielen Ausführungen und Qualitäten erhältlich.
Als Marketingmaßnahme werden die Sättel von im städtischen Straßenraum abgestellten Fahrrädern gelegentlich mit kostenlosen, aber mit Werbung bedruckten Sattelüberzügen versehen.
Stoff-, Kunststoff- oder Fellbezüge mit rein optischer Funktion werden auch als Satteldecke bezeichnet.
Früher wurden Fahrradsättel oft mit einer kleinen Satteltasche aus Leder, Kunststoff oder Textilfasern bestückt, die Kleinwerkzeug für eine Fahrradreparatur enthielt.